# Stadtkirche St. Jakob (Rothenburg ob der Tauber)
Die (ursprünglich katholische) evangelisch-lutherische Stadtpfarrkirche St. Jakob in Rothenburg ob der Tauber wurde zwischen 1311 und 1484 erbaut. Dabei wurde der Ostchor 1322 vollendet, nach einer Baupause wurde das Hauptschiff zwischen 1373 und 1436 errichtet. Der eine Straße überbrückende Westchor mit der Heilig-Blut-Kapelle wurde zwischen 1453 und 1471 erbaut. Die Weihe erfolgte 1485. 1544 wurde die Reformation eingeführt. Zwischen 2005 und 2011 wurde die Kirche aufwendig saniert. Die Kosten des Gesamtprojekts belaufen sich auf rund 9 Millionen Euro.
Auffällig ist an der von außen schlicht wirkenden gotischen Kirche, dass sie zwei unterschiedlich hohe Türme besitzt (Südturm: 55,2 m, Nordturm 57,7 m). Die Maßwerkfenster des Ostchors sind mit wertvollen Gemälden geschmückt, dabei stammen die ältesten aus dem Jahr 1350, weitere aus dem Jahr 1400.

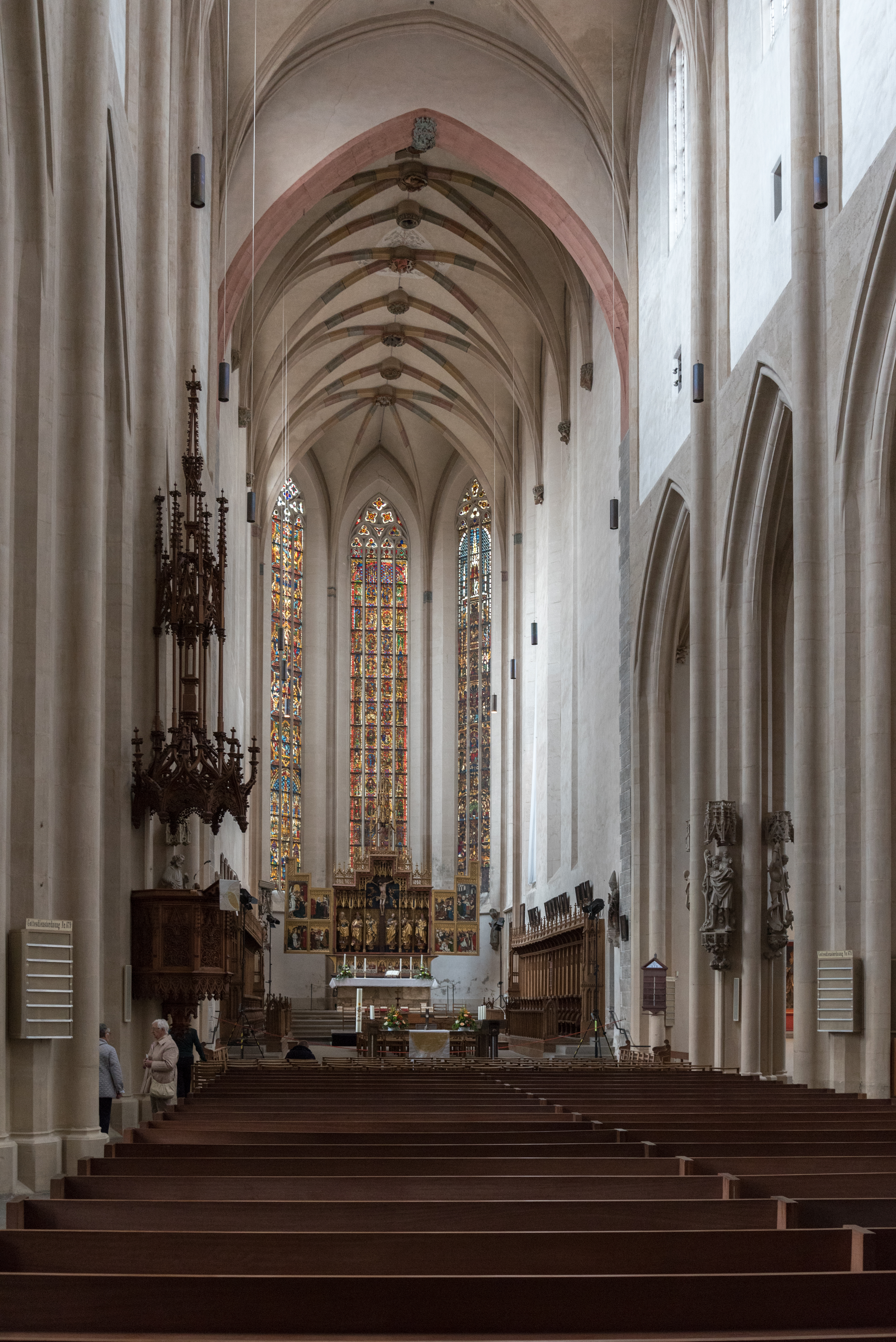
Mittelschiff, Blick nach Osten (2016)

## Altäre

### Heiligblut-Altar
In dieser Kirche befindet sich auf der Westempore das berühmte Heiligblut-Retabel des Würzburger Bildschnitzers Tilman Riemenschneider, das er zwischen 1500 und 1505 für eine Heilig-Blut-Reliquie geschnitzt hat. Diese Reliquie wird im Gesprenge in einer Bergkristallkapsel des Reliquienkreuzes aufbewahrt (ca. 1270). Bei der Heilig-Blut-Reliquie soll es sich um einen während des Abendmahls aus dem Kelch verschütteten Tropfen handeln, der durch die Wandlung zum Blut Christi wurde.
1499 wurde das Gehäuse vom Rat der Stadt Rothenburg bei Erhart Harschner in Auftrag gegeben. Der Vertrag mit Riemenschneider für die skulpturelle Ausstattung ist mit dem 15. April 1501 datiert. Am 8. Mai 1502 wurde der Schrein im Westchor der Jakobskirche zusammen mit dem Reliquienkreuz aufgestellt. Die Figuren wurden bis zum Januar 1505 ergänzt.
Themen der figürlichen Ausgestaltung sind Jesu Einzug in Jerusalem (heraldisch rechter Flügel), das Abendmahl Jesu (Schrein) und der Ölberg (heraldisch linker Flügel). Innovativ waren dabei nicht nur die grandiose Schnitztechnik des Meisters, sondern auch die monochrome Fassung und die Gestaltung des Retabels als ständiges, unveränderliches Schaustück (die Flügel sind auf den Werktagsseiten nicht gestaltet). Der durchbrochene Schrein und die raffinierte Reliefausarbeitung verbinden sich mit einer revolutionären Lichtdramaturgie, wie man sie bis dahin noch nicht gekannt hatte.
Die zentrale Figur ist Judas, nicht, wie sonst üblich, Jesus selbst. Judas und Jesus haben überdies eine erstaunliche Ähnlichkeit in den Gesichtszügen. Die Figur des Judas kann aus dem Bild herausgenommen werden und verdeckt den Spalt zwischen den beiden Reliefblöcken des Schreins. Erst bei Herausnahme der Figur des Judas wird der dahinterliegende Apostel Johannes voll sichtbar; dieser hat den Kopf auf seine Arme gebettet und schläft.

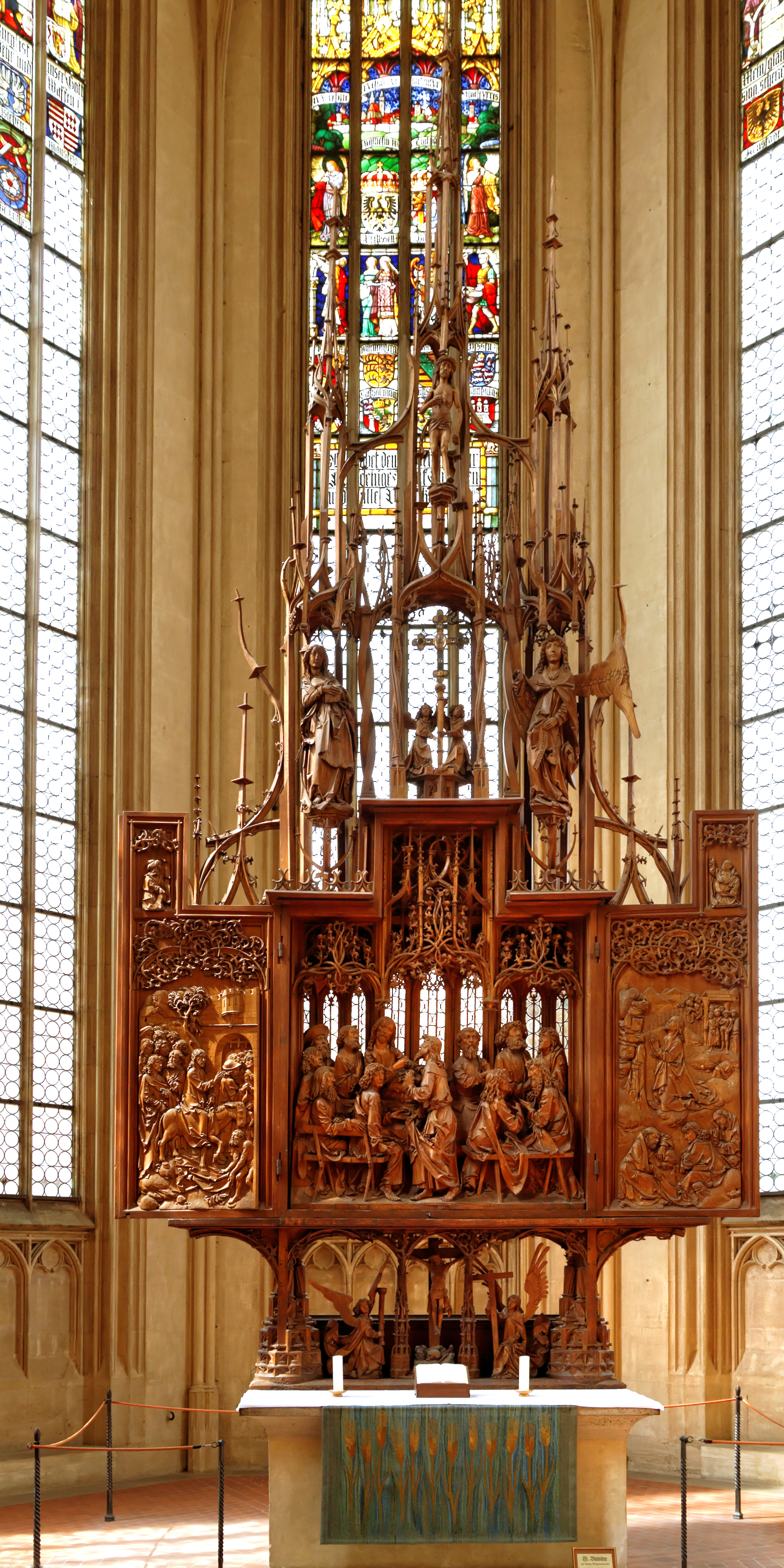
Heiligblut-Retabel – Gesamtansicht
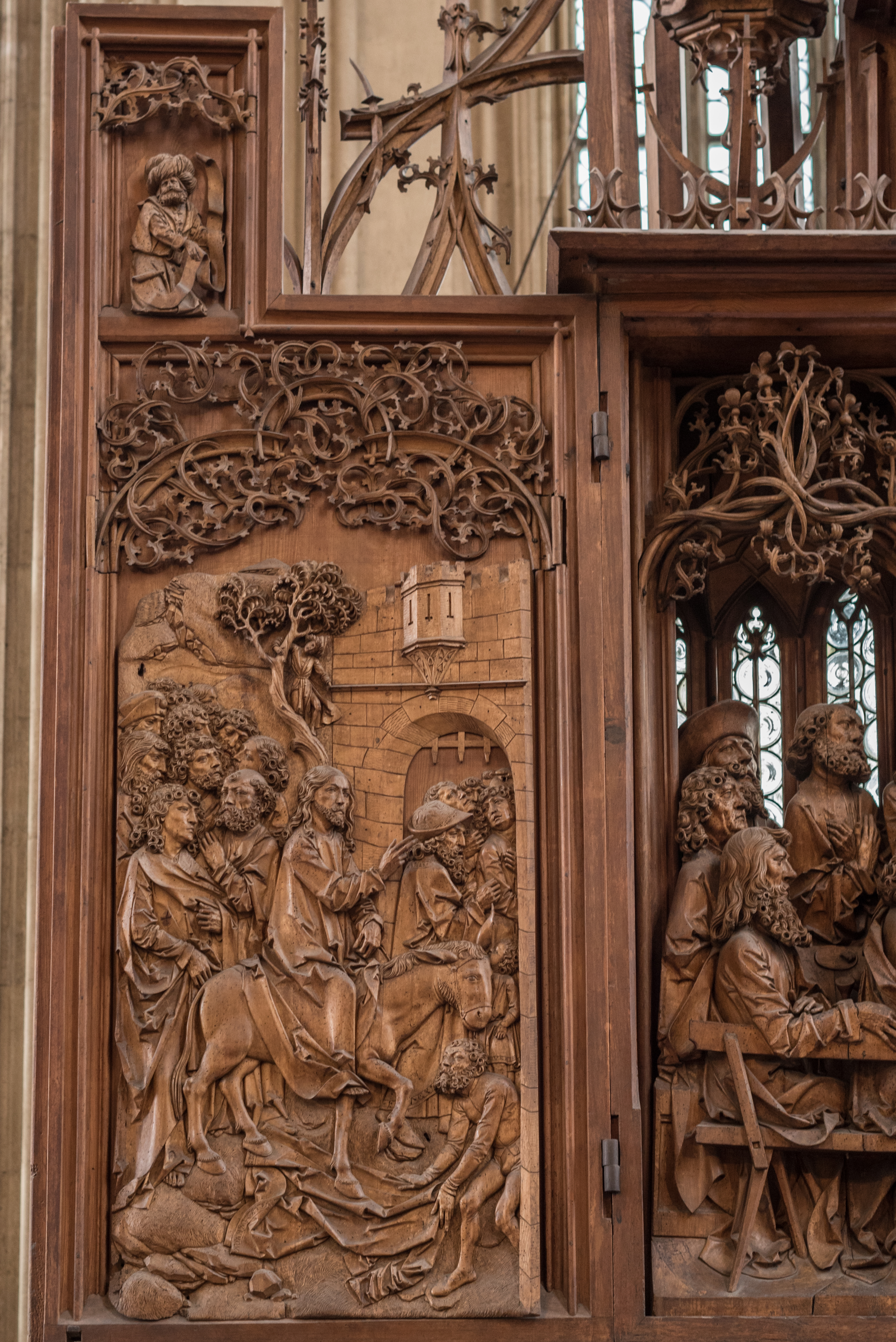
Heiligblut-Retabel –  Detail: Einzug Christi in Jerusalem
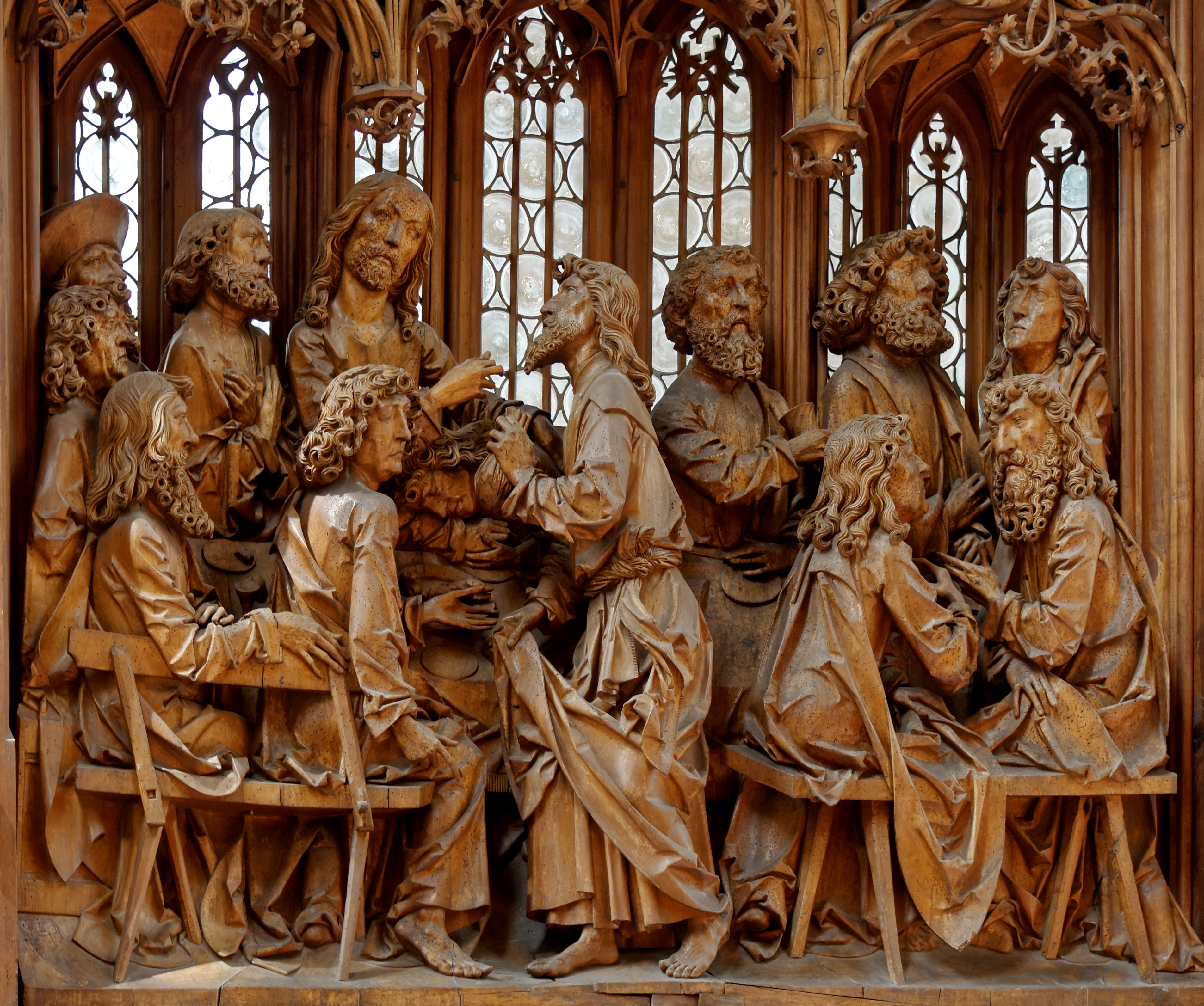
Heiligblut-Retabel – Detail: Letztes Abendmahl
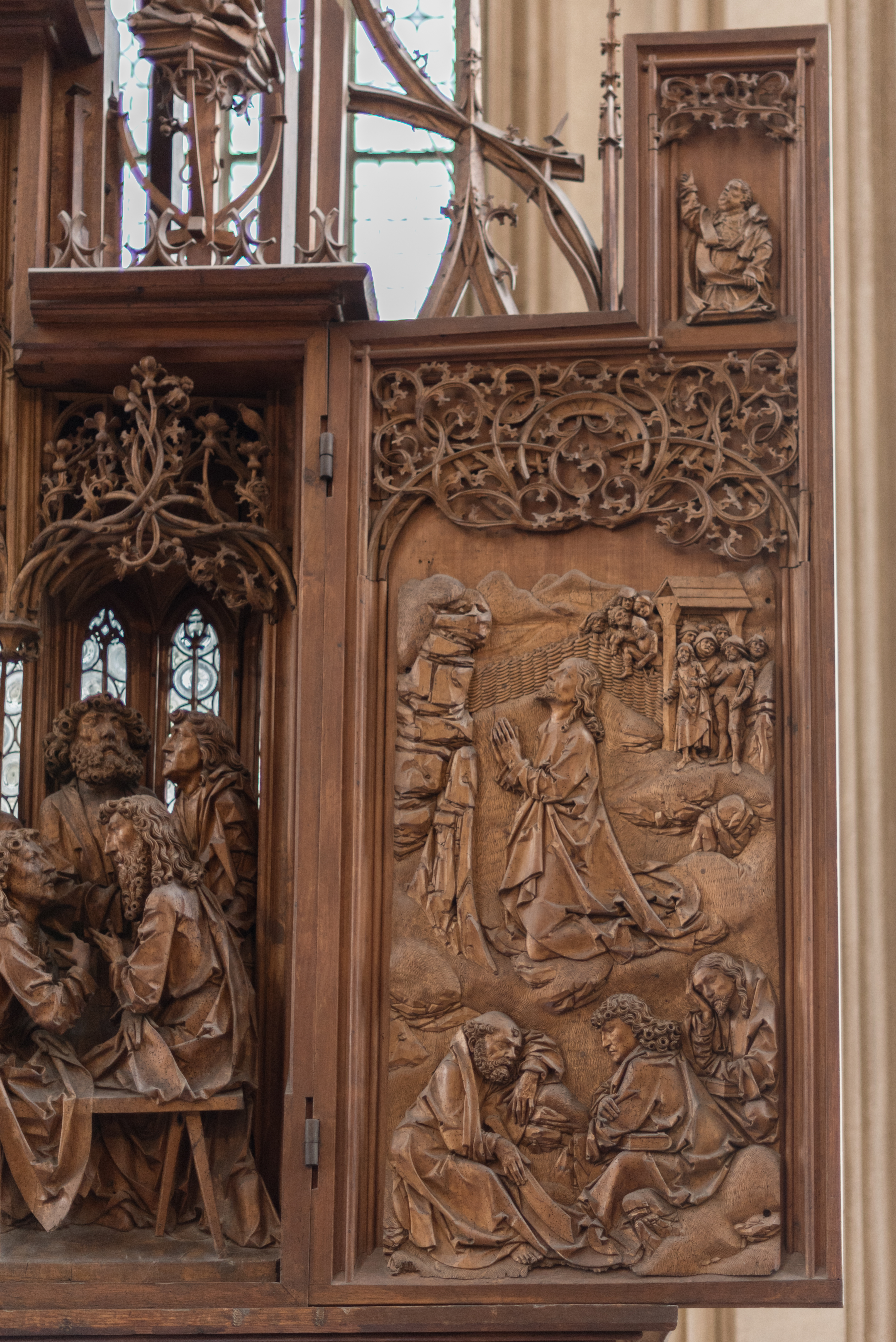
Heiligblut-Retabel –  Detail: Gebet Christi am Ölberg
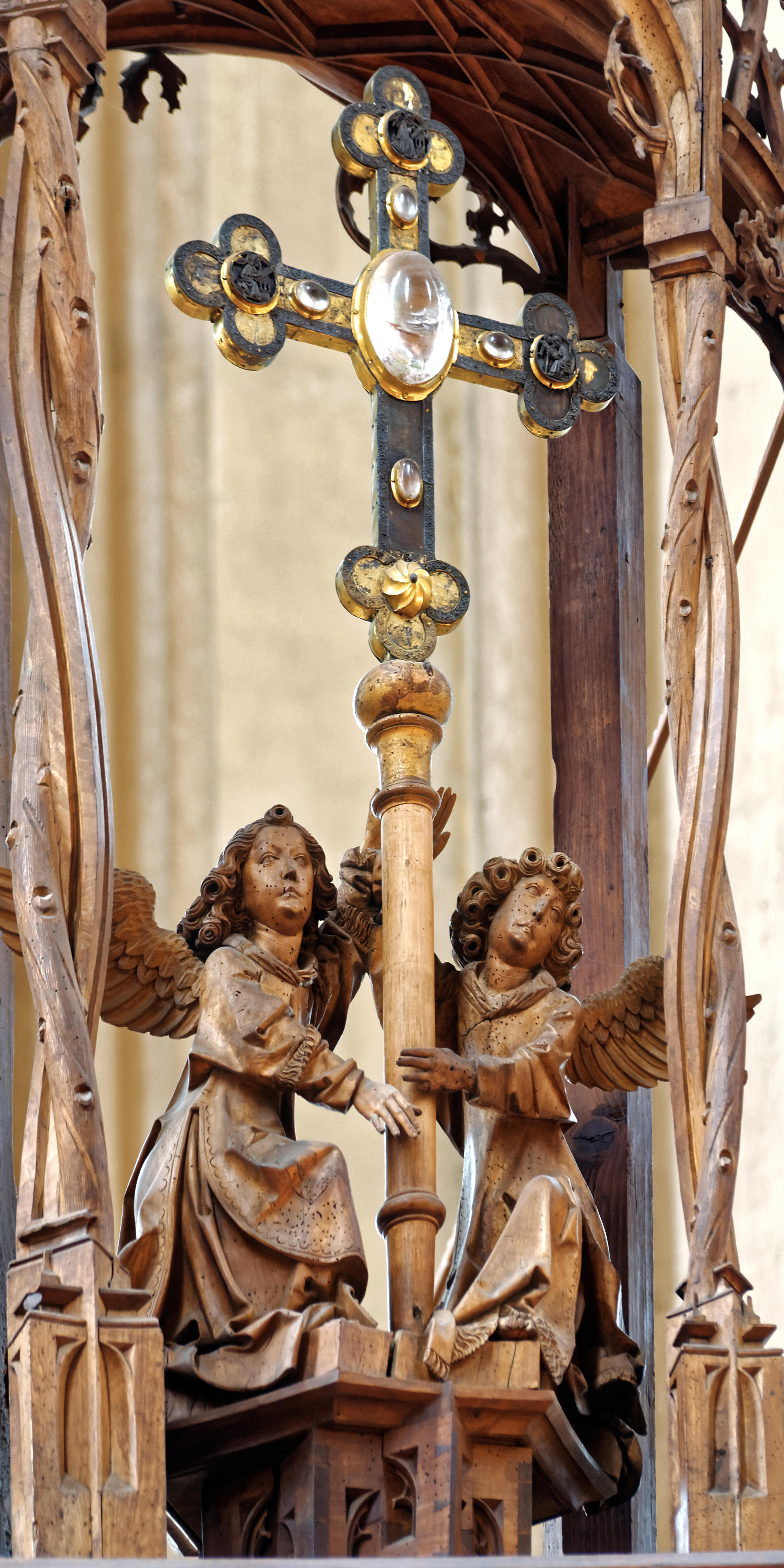
Bergkristallkapsel mit der Reliquie im Gesprenge des Altars.

### Zwölf-Boten-Altar

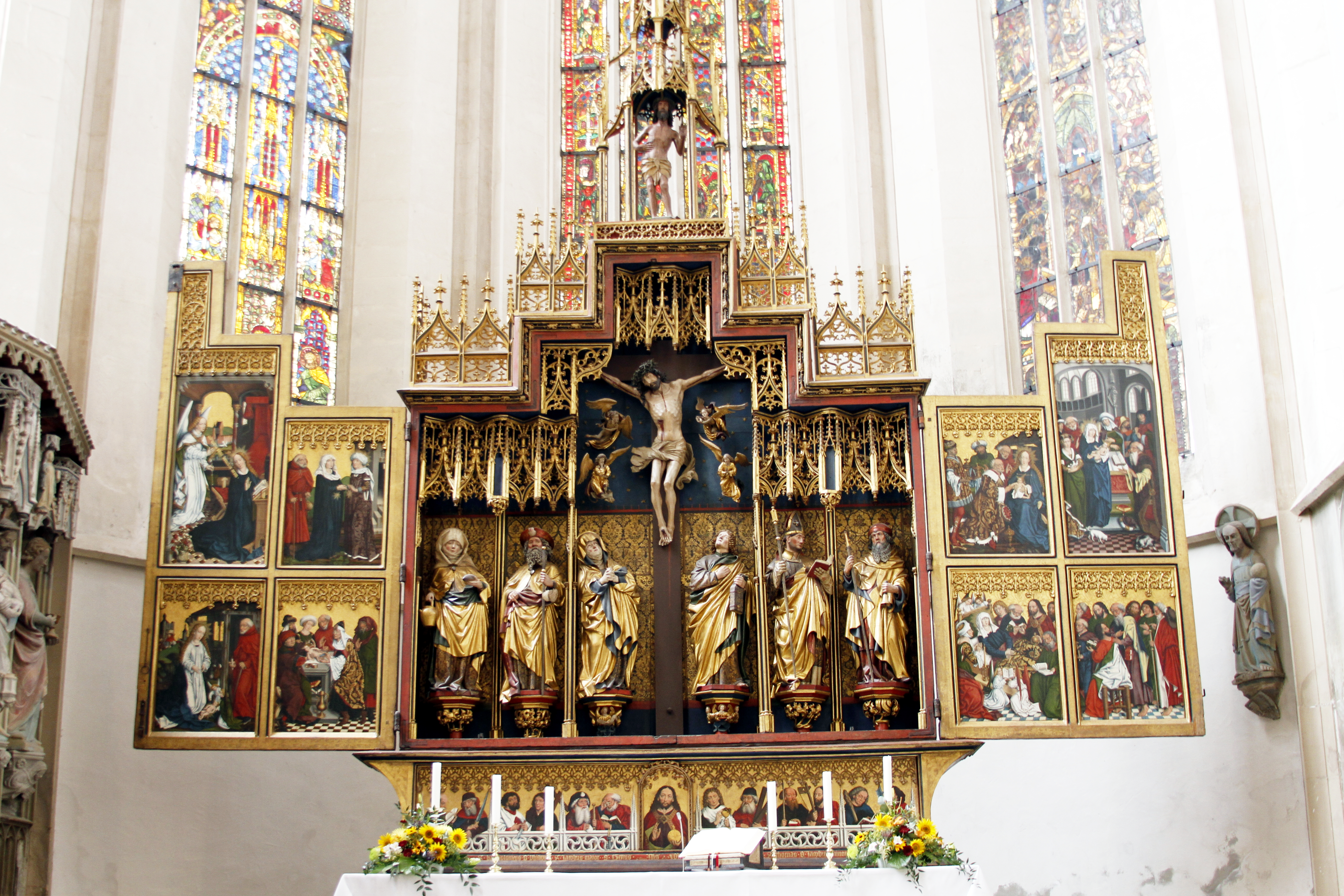
Zwölf-Boten-Altar (2016)

Der Hauptaltar der Kirche ist der Zwölf-Boten-Altar aus dem Jahr 1466. Der spätgotische Flügelaltar enthält eine geschnitzte Kreuzigungs- und Heiligengruppe und steht im Ostchor der Kirche. Neben den Flügeln und der Predella ist der Altar an den Außenseiten und der Rückseite bemalt. Die Bilder des Altars stammen von Friedrich Herlin, die plastischen Bildwerke wohl aus der Ulmer Schule unter dem Einfluss Hans Multschers. Der Altarkorpus wurde von dem Tischler Hans Waidenlich gefertigt, der zusammen mit Herlin 1462 bereits den Hochaltar der Nördlinger St. Georgskirche geschaffen hatte. Auf der Rückseite der Seitenflügel (Werktagsseite) sind die älteste Darstellung der Stadt Rothenburg ob der Tauber und sehr seltene Bildlegenden von Jakobspilgern zu sehen, die im Zusammenhang mit der Jakobus-Legende stehen. Die Ausführung folgt dem Muster des Nördlinger Altars, der wohl von Nikolaus Eseler dem Älteren entworfen wurde.
Der gute Zustand des Altarinnern rührt wahrscheinlich auch daher, dass er nach der Reformation über einen längeren Zeitraum geschlossen gehalten wurde. Da die nun sichtbaren Jakobus-Darstellungen zu katholisch erschienen, wurden sie 1582 von dem Maler Martin Greulich mit Szenen der Passion Christi übermalt. Nur die beiden Hintergründe der beiden mittleren Bilder, von denen das eine den Rothenburger Marktplatz zeigt, blieben unangetastet. Die Gemälde wurden 1922 restauriert und wieder in den originalen Zustand gebracht.

### Weitere Altäre
Weitere Kleinode in der Kirche sind der Ludwig-von-Toulouse-Altar von Tilman Riemenschneider mit Jakob Mülholzer zugeschriebenen Flügeln und der Maria-Krönungs-Altar (mit Bildwerken aus verschiedenen Jahrhunderten, darunter auch der Riemenschneider-Schule).

## Orgel

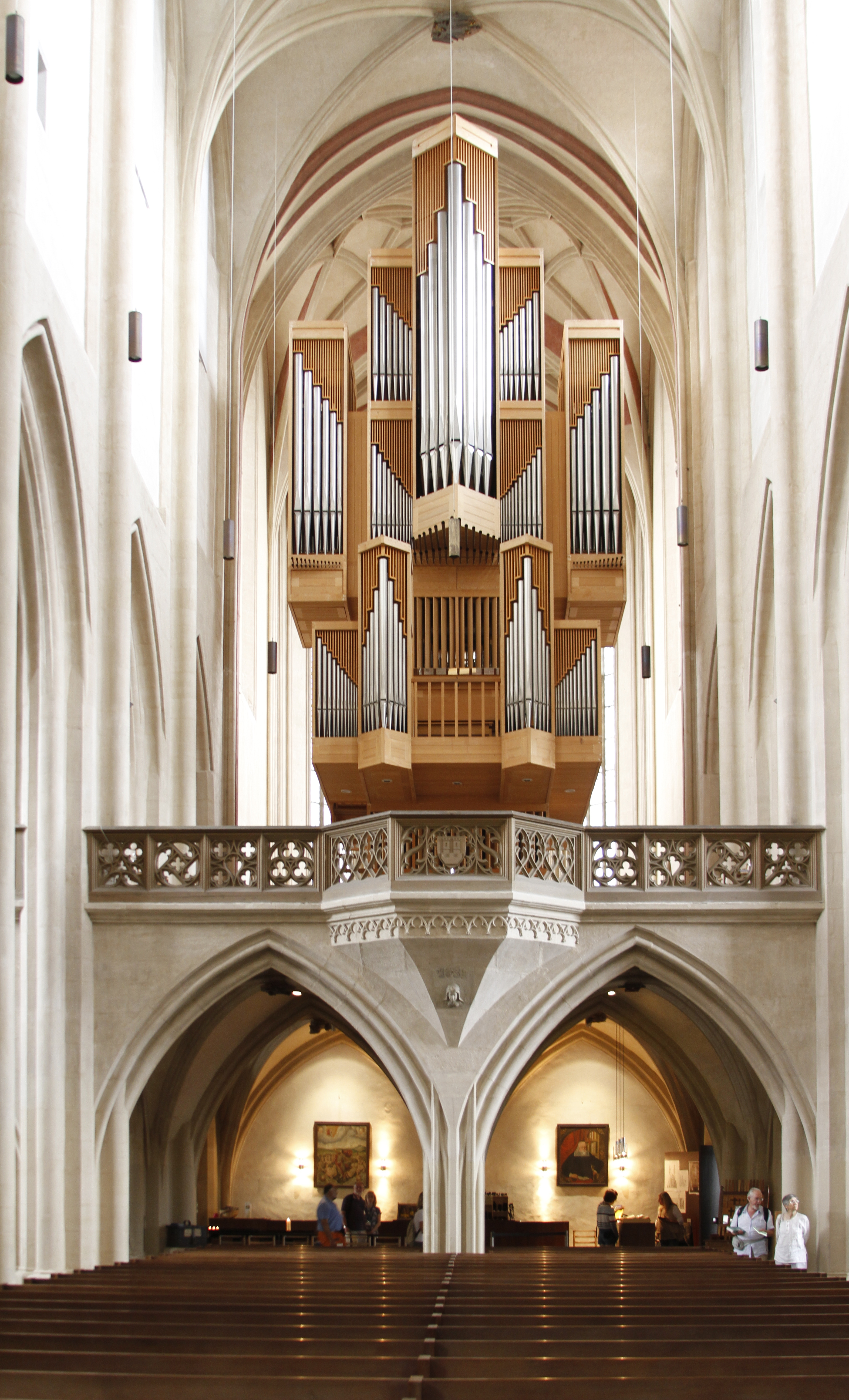
Mittelschiff mit Rieger-Orgel (1968)

Die große Orgel von St. Jakob wurde 1968 von Rieger Orgelbau (Vorarlberg) erbaut und hat 69 Register mit rund 5.500 Pfeifen. Die Orgel hat zwei Prospektseiten und verfügt über zwei Spieltische: einen viermanualigen Hauptspieltisch auf der Vorderseite, und einen zweimanualigen Nebenspieltisch auf der Rückseite (dem das Schwellwerk und Brustwerk sowie fünf eigene Pedalregister im Pedalwerk II zugeteilt sind). Die Spieltrakturen sind mechanisch (Schleifladen; Kegelladen in der großen Oktave des Pedals), die Registertraktur ist elektrisch.
2021 führten Orgelbau Sandtner (Dillingen/Donau) und Orgelbau Friedrich (Oberasbach) eine umfassende Renovierung und Ausreinigung der Orgel durch; bei diesen Arbeiten wurden eine Heuss-Setzeranlage und (ergänzend zu den mechanischen Koppeln) elektrische Koppeln hinzugefügt. Die Disposition:
| I Rückpositiv C–g3 |                |        |
| 01.                | Principal      | 08'    |
| 02.                | Rohrflöte      | 08'    |
| 03.                | Oktav          | 04'    |
| 04.                | Koppelflöte    | 04'    |
| 05.                | Gemshorn       | 02'    |
| 06.                | Quintlein      | 01 ⁄3' |
| 07.                | Scharf IV      | 01'    |
| 08.                | Sesquialter II | 02 ⁄3' |
| 09.                | Bärpfeife      | 16'    |
| 10.                | Krummhorn      | 08'    |
|                    | Tremulant      |        |

| II Hauptwerk C–g3 |                   |        |
| 11.               | Principal         | 16'    |
| 12.               | Oktave            | 08'    |
| 13.               | Spitzflöte        | 08'    |
| 14.               | Oktav             | 04'    |
| 15.               | Hohlflöte         | 04'    |
| 16.               | Quinte            | 02 ⁄3' |
| 17.               | Superoktav        | 02'    |
| 18.               | Mixtur VI         | 01 ⁄3' |
| 19.               | Cimbel IV         | 02⁄3'  |
| 20.               | Cornett V (ab g0) | 08'    |
| 21.               | Trompete          | 16'    |
| 22.               | Trompete          | 08'    |
| 23.               | Chamade           | 08'    |
| 24.               | Clairon           | 04'    |
|                   | Glockenspiel      |        |
|                   | Zimbelstern       |        |

| III Schwellwerk C–g3 |               |         |
| 25.                  | Pommer        | 16'     |
| 26.                  | Principal     | 08'     |
| 27.                  | Bleigedackt   | 08'     |
| 28.                  | Salicional    | 08'     |
| 29.                  | Schwebung     | 08'     |
| 30.                  | Oktav         | 04'     |
| 31.                  | Rohrflöte     | 04'     |
| 32.                  | Nasat         | 02 ⁄3'  |
| 33.                  | Blockflöte    | 02'     |
| 34.                  | Terz          | 01 3⁄5' |
| 35.                  | Plein jeu V   | 02'     |
| 36.                  | Buntcimbel IV | 01⁄3'   |
| 37.                  | Fagott        | 16'     |
| 38.                  | Trompete      | 08'     |
| 39.                  | Oboe          | 08'     |
| 40.                  | Schalmei      | 04'     |
|                      | Tremulant     |         |

| IV Brustwerk C–g3 |              |         |
| 41.               | Holzgedackt  | 08'     |
| 42.               | Quintade     | 08'     |
| 43.               | Spitzgedackt | 04'     |
| 44.               | Spitzgambe   | 04'     |
| 45.               | Principal    | 02'     |
| 46.               | Sifflet      | 01'     |
| 47.               | Cimbel II    | 01⁄4'   |
| 48.               | Glechter IV  | 01 3⁄5' |
| 49.               | Vox humana   | 08'     |
| 50.               | Musette      | 04'     |
|                   | Tremulant    |         |

| Pedalwerk I C–f1 |              |         |
| 51.              | Untersatz    | 32'     |
| 52.              | Principal    | 16'     |
| 53.              | Subbass      | 16'     |
| 54.              | Oktav        | 08'     |
| 55.              | Spillpfeife  | 08'     |
| 56.              | Flötoktav    | 04'     |
| 57.              | Nachthorn    | 02'     |
| 58.              | Mixtur VI    | 02 ⁄3'  |
| 59.              | Rauschbaß IV | 05 1⁄3' |
| 60.              | Baßzink IV   | 05 1⁄3' |
| 61.              | Bombarde     | 16'     |
| 62.              | Sordun       | 16'     |
| 63.              | Posaune      | 08'     |
| 64.              | Zink         | 04'     |

| Pedalwerk II C–f1 |               |     |
| 65.               | Holzbass      | 16' |
| 66.               | Flötbass      | 08' |
| 67.               | Choralbass II | 04' |
| 68.               | Pommer        | 02' |
| 69.               | Dulzian       | 16' |

- Koppeln im Hauptspieltisch: III/I, I/II, III/II, IV/II, I/P, II/P, III/P, IV/P.
- Spielhilfen im Hauptspieltisch: Heuss-Setzeranlage (2021). Schwelltritte für Schwellwerk und Brustwerk. Glockenspiel, Dämpfer, Zimbelstern, Spieltisch unten aus.
- Koppeln im Nebenspieltisch: II/I, I/P, II/P.
- Spielhilfen im Nebenspieltisch: Sechs mechanische Setzerkombinationen (Sternsetzer). Schwelltritte für Schwellwerk und Brustwerk. Drucktaster[A 3]: Zungen ab, Spieltisch oben aus. Tritte: Handregister ab, Pleno.
- Anmerkungen:

1. 1 2 3  Horizontal, im vorderen Prospekt.
2. ↑  Tonumfang: C–f3; befindet sich im Schwellwerk.
3. 1 2 3  Nach 1968 hinzugefügt.
4. 1 2 3  Im hinteren Prospekt.
5. ↑  Nur vom unteren Nebenspieltisch aus spielbar. Das Pfeifenwerk befindet sich auf der Rückseite in den beiden seitlichen Gehäusen über dem Nebenspieltisch.
6. ↑  +1 1⁄3'.

## Glocken
Die Kirche besitzt ein kostbares sechsstimmiges Geläut, das auf beide Türme verteilt ist. Alle Glocken wurden 1626/27 vor Ort von den Lothringischen Wanderglockengießern Petrus Bulevilius und Caspar Delson gegossen.
| Nr. | Name                           | Masse (kg, ca.) | Ø (mm) | Schlagton (HT-1/16) | Inschrift | Turm |
| --- | ------------------------------ | --------------- | ------ | ------------------- | --- | ---- |
| 1   | Große- oder Wetterglocke       | 1.350           | 1.400  | d1 –3               | FUSA ROTENBURGI CAMPANA EST PONDERE SUMPTU AERE SONO RELIQUIAS EXUPERANSQUE NOLAS ANNO DNI MDCXXVI MENSE SEPTEMBRI JOHANNE STAUDIO ET JOHANNE BEZOLTO CONSULIBUS AEDISQUE HUIUS CURATORIBUS VERE FELICIBUS PETRUS BULSVILIUS ET CASPARUS DELSNO DE HULIECORIUS IN LOTARIGI FECERUNT 1626. Die Glocke wurde in Rothenburg gegossen, an Gewicht und Aufwand in ehernem Klange auch die übrigen Glocken übertreffend, fertigten sie anno domini 1626 im Monat September unter den Bürgermeistern Johann Staud und Johann Bezolt, desgleichen auch unter ihren Ratsherrn zu ihrem wahrhaftigen Glück (= glückverheißend) Peter Bouleville und Caspar Delson aus Lothringen haben sie 1626 gegossen. | Süd  |
| 2   | Eins-gen-Nacht- oder Torglocke | 1.000           | 1.250  | dis1 –6             | AERA SONANT MVNDI RECTOR TONAT ORA CANVNTQVE VTINAM POSSENT FLECTERE CORDA VIR(or)VM ANNO DOMINI MDCXXVI MENSE OCTOBRI. | Nord |
| 3   | Mittags- oder Horenglocke      | 700             | 1.130  | f1 –9               | EDO SONVM PVLSV PLEBS VT SE CONGREGET OMNIS AVDIAT ET VERBVM PRAECIPIENTE DEO ANNO DNI MDCXXVI MENSE OCTOBRI. | Nord |
| 4   | Predigtglocke                  | 480             | 970    | g1 +1               | VERSVS NVMERALIS IN DOMINO SPES FIXA PIO NOSTRAE VNICA VITAE GEORGIO ZIRLINO PASTORE ET SVPERINTENDENTE P.L.C. (=poeta laureato caesareo) FUSA 1626. Die einzige bleibende Hoffnung unseres Lebens (beruht) auf dem heiligen Gott — gegossen unter dem Pfarrer und Superintendenten Georg Zierlein, dem vom Kaiser lorbeerbekränzten Dichter 1626. | Süd  |
| 5   | Totenglocke                    | 240             | 790    | h1 –7               | VERBVM DOMINI MANET IN AETERNVM ANNO DOMINI 1626. | Nord |
| 6   | Vesperglocke                   | 180             | 685    | cis2 –5             | SI DEVS PRO NOBIS QVIS CONTRA NOS MENSE MAIO ANNO 1627. | Süd  |

## Sanierung der Kirche
Nachdem die Kirche zu Beginn des 20. Jahrhunderts das letzte Mal renoviert wurde, war nach gut einhundert Jahren eine erneute, vollkommene Sanierung des gesamten Gebäudes notwendig. Aus diesem Grund wurde 2005 mit der Instandsetzung des nördlichen Turmhelms begonnen. 2011, zur 700-Jahr-Feier der Kirche, war die Sanierung abgeschlossen. Da die Kosten für dieses Vorhaben mehrere Millionen Euro betrugen, wurde das Projekt „Jakob steht auf“ ins Leben gerufen. Dieses versucht, über Spenden und Erlöse, die durch den Verkauf von Souvenirartikeln erzielt werden, Geld zur Finanzierung der Baukosten zu sammeln.

## Radwegekirche
Die Jakobskirche ist mit ihrer Lage am Taubertalradweg als Radwegekirche ausgewiesen.